# 4-й Голутвинский переулок
4-й Голу́твинский переу́лок — улица в центре Москвы на Якиманке между Якиманской набережной и 3-м Голутвинским переулком.

## История
Название Голутвинских переулков известно с XIX века. Здесь находилась Голутвинская или Голутвина слобода. В завещании Ивана III (1504 г.) сказано: «а сыну своему Андрею даю на Москве за рекою слободу Колычевскую да монастырь Рождество Пречистые на Голутвине». Переулок назван по подворью коломенского Голутвина монастыря (в летописи Голутвинский двор монастыря назван уже под 1472 год), который, видимо, наименован по урочищу Голутвино (Голутва — «просека, вырубка в лесу» — от слова голый, без растительности).

## Описание
4-й Голутвинский переулок начинается от Якиманской набережной, проходит на юго-восток параллельно 3-му Голутвинскому и выходит на 1-й Голутвинский.

## Здания и сооружения
По нечётной стороне:
- № 1/8, строение 4 — Ювелирсервис;

По чётной стороне: